# Pycnothele piracicabensis
Pycnothele piracicabensis là một loài nhện trong họ Nemesiidae.
Pycnothele piracicabensis được miêu tả năm 1938 bởi Piza.